# Anchonoderus quadrinotatus
Anchonoderus quadrinotatus är en skalbaggsart som beskrevs av Horn. Anchonoderus quadrinotatus ingår i släktet Anchonoderus och familjen jordlöpare. Inga underarter finns listade i Catalogue of Life.